# Фейгін Марк Захарович
Ма́рк Заха́рович Фе́йгін (рос. Марк Захарович Фейгин; нар. 3 червня 1971, Куйбишев, РРФСР, СРСР) — російський політичний і громадський діяч, колишній адвокат, блогер, кандидат юридичних наук (1999), депутат Державної думи РФ (1994—1995), віцемер Самари (1997—2007).

## Життєпис

### Молодість і робота в Державній думі

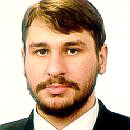

Троюрідний племінник організатора ВЛКСМ Герасима Фейгіна.
Фейгін ще студентом почав брати активну участь у політичному житті Самари. 1989 року він вступив до «Демократичного союзу», де залишався до 1991 року. 1990 року працював головним редактором незалежної самвидавничої газети «Третя сила». З 1992 року Фейгін — співголова Самарської обласної організації «Демократична Росія».
На початку 1990-х років Фейгін був членом правого Народно-трудового союзу російських солідаристів і створив його самарське відділення. У 1993 році Фейгін служив у Війську Республіки Сербської в Боснії.
У 1993 році перед виборами до Державної думи I скликання Фейгін очолив у Самарській області відділення виборчого блоку «Вибір Росії» і був другим у регіональному списку на виборах. Блок виступав на підтримку реформ президента Бориса Єльцина. «Вибір Росії» отримав 15 % голосів виборців. Цього було недостатньо, щоб Фейгін пройшов до думи, але 4 січня 1994 ЦВК припинила повноваження восьми депутатів, які не надали письмових зобов'язань про припинення несумісної зі статусом діяльності, і Фейгін зайняв місце одного з них, ставши, таким чином, наймолодшим депутатом. У думі Фейгін працював до 1995 року. Він перебував у фракції «Вибір Росії» і був членом комітету з питань місцевого самоврядування Державної думи. Фейгін був одним з розробників першої редакції Федерального закону «Про загальні принципи організації місцевого самоврядування у РФ». У 1995 році під час Першої чеченської війни Фейгін брав участь у гуманітарних місіях з порятунку російських військовополонених.

### Адміністрація Самари
У 1995 році Фейгін закінчив юридичний факультет Самарського державного університету. Він не пройшов до Державної думи другого скликання і в 1996—1997 роках обіймав пост головного редактора щоденної самарської газети «Числа». Після обрання мером Самари Георгія Лиманського, давнього знайомого Фейгіна, останній отримав роботу в мерії. Фейгін у статусі віцемера з 1997 по 2007 рік очолював представництво Самари в Москві. Цього часу він переважно жив у Москві. Він закінчив Інститут бізнесу і ділового адміністрування при Академії народного господарства при Уряді РФ (2000), Дипломатичну академію МЗС Росії (2002) і захистив кандидатську дисертацію «Конституційні основи місцевого самоврядування у РФ». У 1998 році Фейгін став лауреатом премії року журналу «Новий світ» у розділі публіцистики за цикл статей із національно-політичної проблематики взаємовідносин держав колишнього СРСР.

### Публічна діяльність і адвокатська практика
У 2007 році, після перемоги на мерських виборах Віктора Тархова Фейгін втратив пост в адміністрації міста. Він повернувся в політику і був обраний членом президії Російського народно-демократичного союзу Михайла Касьянова. Перед президентськими виборами 2008 року Фейгін був довіреною особою Касьянова як кандидата у президенти Росії (йому було відмовлено в реєстрації).
У грудні 2008 року на установчому з'їзді руху «Солідарність» Фейгін був обраний членом федеральної політради. З грудня 2010 року по липень 2011 року член бюро ФПС ОДР «Солідарність». У 2013 році він вийшов з її складу.
Статус адвоката Фейгін отримав у 1990-х роках під час роботи в Москві, але адвокатською практикою почав займатися в 2000-х роках. Серед його перших справ були захист звинувачуваного в екстремізмі ісламського публіциста Гейдара Джемаля (справа розвалилася) та учасниці захоплення приймальні МЗС активістки «Іншої Росії» Ольги Комарової (засуджена до штрафу). Широку популярність Фейгін отримав як один з адвокатів у резонансній справі гурту «Pussy Riot». Також Фейгін захищав Леоніда Развозжаєва, Аркадія Бабченка, лідера «Російського образу» Іллю Горячова, обвинуваченого у справі «Arctic Sunrise» активіста Дмитра Литвинова, казахського політика і підприємця Мухтара Аблязова, українську військову Надію Савченко, главу Меджлісу кримських татар Мустафу Джемілєва, українського журналіста Романа Сущенка та інших.
Автор понад 20 опублікованих наукових робіт у галузі муніципального права. Автор книг: «У пастці», монографій — «Конституційні засади місцевого самоврядування у РФ», «Кодифікація законів про місцеве самоврядування в Російській Федерації», підручника «Державна влада і місцеве самоврядування» та ін. Кандидат юридичних наук.
У 2012 році увійшов до числа «20 найменш впливових чоловіків року» в Росії за версією журналу «GQ» (трохи раніше він входив до рейтингу «GQ» найбільш впливових юристів Росії).
24 квітня 2018 року адвокатська палата Москви позбавила статусу адвоката Марка Фейгіна за нецензурні висловлювання в соціальних мережах на адресу колег-адвокатів та їхніх клієнтів.
Веде на Лібертаріанській радіостанції RLN.FM передачу «Точка зору з Марком Фейгіним».

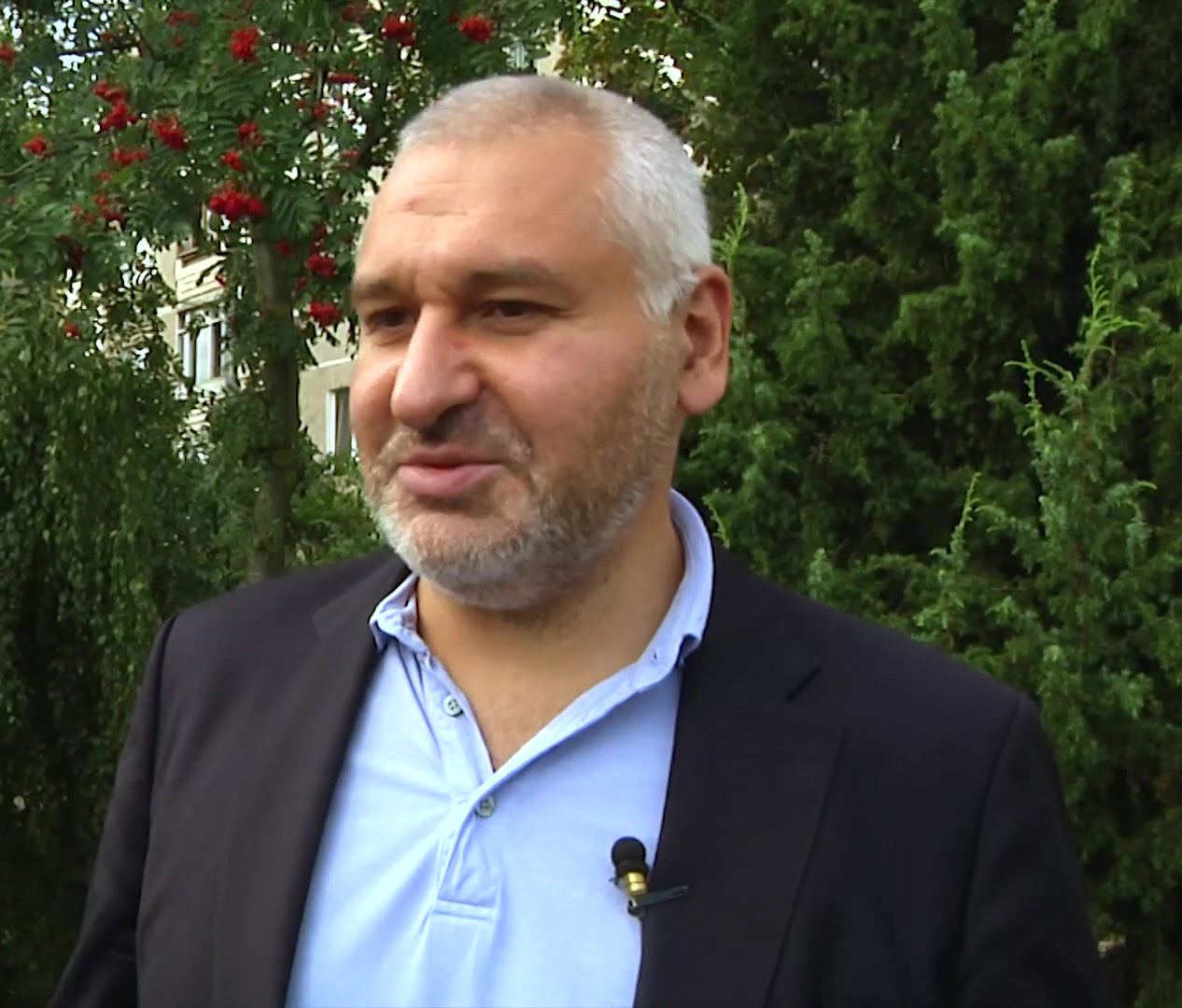

Веде власний інформаційно-аналітичний канал «Фейгін Live» на «YouTube», що на 2024 рік налічує понад 1,97 млн підписників та 345 млн переглядів, а також має облікові записи в основних соцмережах.

### Судовий процес з Анатолієм Шарієм
13 липня 2017 року в ефірі програми «Своя правда» на радіостанції «Говорить Москва» Фейгін заявив: «Він [Шарій] проходить у справі про педофілію, я думаю, що ним є кому займатися. Так що цього товариша, сподіваюся, рано чи пізно притягнуть до відповідальності». «Педофіли чомусь кучкуються навколо Кремля». На заперечення ведучого, що інформація про кримінальну справу проти блогера є недостовірною, Фейгін у стверджувальній формі заявив: «Щодо Шарія? Цілком достовірна».
18 липня 2017 року адвокати Анатолія Шарія звернулися в Хамовничеський суд Москви та Слідчий комітет Російської Федерації у зв'язку з заявою Фейгіна. Шарій зажадав спростувати поширені Фейгіним відомості. Фейгін відмовився просити вибачення: «Ніколи. Нехай розбираються з цією заявою, а які проблеми, я не бачу тут проблем. (…) З цього приводу є всі рішення судів в Україні, так що я думаю, немає сенсу зовсім на нього реагувати».
25 жовтня 2017 року Анатолій Шарій виграв позов щодо Фейгіна. Хамовничеський суд Москви задовольнив позов проросійського блогера, зобов'язавши Марка Фейгіна спростувати поширені ним відомості та стягнувши з нього 66 000 рублів на покриття судових витрат. 20 квітня 2018 року рішення вступило в законну силу.

### Протистояння з російською владою
У 2022 році міністерство юстиції РФ визнало Марка Фейгіна «іноагентом», а наступного року МВС Росії оголосило його в розшук.
На початку 2024 року Басманний суд Москви ухвалив рішення про заочний арешт Фейгіна за звинуванням у поширенні «фейків» про російську армію. 16 липня 2024 р. юрист та блогер заочно засуджений до 11 років колонії загального режиму. Фейгіну на чотири роки заборонено адмініструвати інтернет-ресурси, а також призначено штраф у 4,5 мільйона рублів.

## Участь у Боснійській війні
Марк Фейгін розповідав, що під час Боснійської війни служив у сербських військах добровільно, але не зміг відповісти на питання про те, чи вбивав він когось під час своєї служби. У 2012 році, в інтерв'ю російському виданню «Фонтанка», Марк Фейгін, який у 1993 році служив снайпером у сербських військах, заявив, що не вважає керівника Військ Республіки Сербської та воєнного злочинця Ратка Младича винним в організації різанини в Сребрениці.

## Сім'я
Розлучений, має сина.